# 15072 Landolt
15072 Landolt este un asteroid din centura principală de asteroizi.

## Descriere
15072 Landolt este un asteroid din centura principală de asteroizi. A fost descoperit pe 25 ianuarie 1999 la Bâton-Rouge de Walter R. Cooney, Jr și P. M. Motl. Asteroidul prezintă o orbită caracterizată de o semiaxă mare de 2,39 ua, o excentricitate de 0,14 și o înclinație de 5,1° în raport cu ecliptica.